# Stenalcidia perspectata
Stenalcidia perspectata là một loài bướm đêm trong họ Geometridae.